# Ana de Velasco y Girón
Ana de Velasco y Téllez-Girón (Napoli, 1585 – Vila Viçosa, 7 novembre 1607) era una nobildonna spagnola e madre di Giovanni IV del Portogallo, il primo re portoghese del casato di Braganza.
Era figlia di Juan Fernández de Velasco, V duca di Frías e Maria Tellez-Giron, figlia di Pedro Téllez-Girón, I duca di Osuna e viceré di Napoli

## Matrimonio e figli
Sposò il 17 giugno 1603, Teodósio II, duca di Braganza a cui diede quattro figli:
- Giovanni II, 8º duca di Bragança (1604–1656), incoronato re del Portogallo con il nome di Giovanni IV il 1º dicembre 1640;
- Edoardo di Braganza (1605–1649), signore di Vila do Conde;
- Caterina di Braganza (1606–1610);
- Alessandro di Braganza (1607–1637);

Morì all'età di 22 anni.